# Pablo Gelber
Pablo E. Gelber Ghertner (Buenos Aires, l'Argentina; 21 de desembre de 1974) és un cirurgià ortopèdic argentí especialitzat en preservació del genoll, amb un enfocament en trasplantament de cartílag i reconstrucció ligamentaria. Va exercir en la ReSport Clinic, a Barcelona, i actualment també ho fa a Londres, el Regne Unit.

## Biografia
Gelber va néixer a Buenos Aires, l'Argentina. Va obtenir el seu títol de metge en la Universitat de Buenos Aires en 2001. Va completar la seva residència en Cirurgia Ortopèdica i Traumatologia en el Parc de Salut Mar – Universidad Autònoma de Barcelona en 2008, i va obtenir el grau de doctor (PhD) en la mateixa universitat en 2007. En 2010, va realitzar una estada de recerca en la University of Pittsburgh.

## Carrera professional
Des de 2009, Gelber treballa a l'Hospital de Sant Pau de Barcelona, on s'ha dedicat a tècniques quirúrgiques avançades per a lesions multilligamentoses de genoll i trasplantament de cartílag. En 2023 amplíó la seva activitat professional a Londres.

## Filiacions
Gelber forma part activa de societats científiques com ESSKA (European Society for Sports Traumatology, Knee Surgery and Arthroscopy) i ISAKOS (International Society for Arthroscopy, Knee Surgery and Orthopaedic Sports Medicine). En 2020 va ser reconegut com a membre més actiu de ESSKA.

## Contribucions científiques
Gelber ha estat autor de nombroses publicacions revisades per parells, especialment sobre trasplantament osteocondral i lesions complexes de genoll. Entre els seus treballs més citats es troben:
- “Early Postoperative CT Scan provinyes Prognostic Data on Clinical Outcomes of Fresh Osteochondral Transplantation of the Knee”, publicat en American Journal of Sports Medicine, 2022.[1]

- “A new computed tomography scoring system to assess osteochondral allograft transplantation for the knee: inter-*observer and intra-observer agreement”, en International Orthopaedics, 2021.[2]

- “Clinical Outcomes After Polyurethane Meniscal Scaffolds Implantation Remain Stable Despite a Joint Space Narrowing at 10-Year Follow-*Up”, en Arthroscopy, 2024[3].

També ha co-redactat declaracions de consens internacionals sobre cirurgia de genoll en revistes de referència.